# Polibi
|  | Aquest article tracta sobre el gran historiador grec. Vegeu-ne altres significats a «Polibi (desambiguació)». |

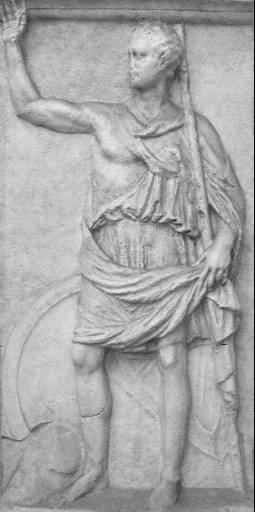
Estela de Polibi

Polibi (Polybius, Πολύβιος), fill de Licortes, nascut a Megalòpolis, fou un historiador grec que visqué al voltant dels anys 205 a 120 aC, famós per la seva obra Història, que cobreix amb detall el període del 264 aC al 146 aC. També és conegut per les seves idees sobre la separació de poders en un govern, concepte que seria desenvolupat segles més tard per Montesquieu. Juntament amb Cató el Vell (234 aC - 149 aC), se'l considera un dels fundadors de la historiografia de Roma.

## Biografia
Suides situa el seu naixement el 222 aC i en tot cas va néixer abans del 200 aC. El mateix Polibi diu que fou nomenat ambaixador a Egipte (junt amb el seu pare i el jove Àrat de Sició) el 181 aC, quan encara no havia arribat a l'edat legal, que en la Lliga Aquea era de 30 anys, fet que situaria el seu naixement després del 210 aC, i probablement després del 205 aC.
A la mort de Filopemen (182 aC), el seu pare Licortes fou nomenat estrateg de la Lliga Aquea. El 181 aC, fou nomenat ambaixador a Egipte junt al pare, ambaixada que finalment no es va produir. Després va participar en política, però no en consta cap càrrec específic.
Quan esclata la guerra entre Roma i Perseu de Macedònia, Cal·lícrates de Leòntion dirigia el partit favorable a Roma, mentre Licortes dirigia el partit nacionalista. Els ambaixadors romans Popil·li i Octavi van comprovar que la majoria de la lliga era contrària a Roma, però progressivament la situació canvià. Licortes recomanava mantenir la neutralitat, ja que cap benefici es podia esperar amb la victòria de cap dels dos bàndols; però Arcó i Polibi s'inclinaven per una actitud més favorable a Roma. Aquesta tesi va triomfar i Arcó fou nomenat estrateg (169 aC) i Polibi comandant de la cavalleria (hiparc); poc després, l'assemblea aprovà un decret que va posar les forces de la lliga que quedaven a disposició del cònsol romà Quint Marci Filip; aquest va refusar l'assistència de moment.
El 168 aC, Ptolemeu VI Filomètor i Ptolemeu VIII Evergetes II van enviar una petició d'ajut a la lliga contra Antíoc IV Epífanes o, en defecte, l'enviament de Licortes i Polibi com a assessors militars. Com que Antíoc fou obligat pels romans a renunciar als seus projectes, l'afer va quedar liquidat sense cap actuació. Aquell mateix any, després de Pidna, el Regne de Macedònia va passar a poder de Roma.
Quan van arribar els legats romans Gai Claudi i Gneu Dolabel·la, Cal·lícrates exigí l'enviament d'un miler d'aqueus a Roma, per respondre del càrrec de no haver ajudat els romans, i entre els afectats hi havia Polibi, i pràcticament tots els nobles de la lliga. La proposta s'imposà i Polibi i els altres foren enviats a Roma el 167 aC, i distribuïts com a ostatges o virtuals presoners entre les ciutats etrusques, sense ser portats a judici. Polibi va aconseguir permís per romandre a Roma per la influència segurament del fill d'Emili Paule (amb qui hauria establert llaços d'amistat, hospitalitat o clientela).
Fou a Roma on Polibi pogué estudiar amb el suport d'Escipió, fill de Paule. Al seu torn, Escipió rebia consells militars de Polibi. Aquest, a més, aconseguí accedir a nombrosos documents i arxius dels quals va obtenir informació per a la seva obra com a historiador.
Va romandre a Itàlia uns 17 anys fins que el 151 aC Cató imposà l'alliberament dels ostatges (només en restaven 300). Llavors va tornar a Grècia.
En la Tercera Guerra púnica, el 149 aC, el cònsol Mani Manli cridà Polibi a Lilibèon, però abans d'arribar-hi, la guerra es podia donar per acabada i se'n va tornar a casa; posteriorment, va acompanyar Escipió en la destrucció de Cartago (146 aC). Després de la destrucció de Corint (146 aC), va tractar d'influir en la sort d'Acaia, que el 145 aC va esdevenir província romana.
A partir d'aquí comença a compondre la Història. Llucià diu que va morir als 82 anys a causa de la caiguda d'un cavall quan tornava a casa. La seva mort es devia produir entre el 128 aC i el 120 aC.

## Obra

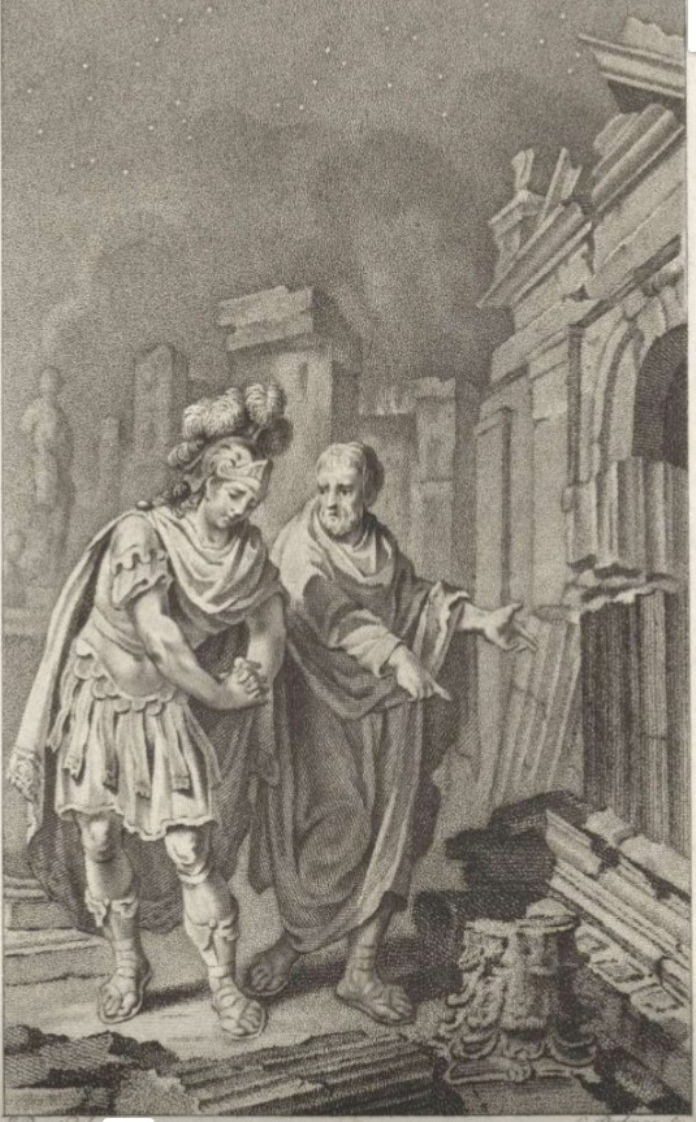
Gravat del representant Polibi i Escipió Emilià davant les ruïnes de Cartago

### Història
La seva obra historiogràfica parteix de plantejaments semblants als de Tucídides. Tracta de ressenyar els esdeveniments dels anys 220 fins al 146 aC, descrivint els esforços de Roma per sotmetre el seu gran enemic, Cartago, i assumir la supremacia a la Mediterrània. L'obra de Polibi està formada per quaranta llibres i el relat s'inicia vers el 220 aC i acaba el 146 aC, amb la destrucció de Corint. La primera part inclou 53 anys entre el 220 aC i el 168 aC. També dona un resum d'història de Roma des dels orígens (llibre I-llibre V); en aquesta part, descriu també la política que es duia a terme en cada estat poderós d'aquell moment, entre els quals hi havia Grècia i Egipte. La segona part va del 168 aC al 146 aC. Al llibre VI, Polibi descriu la forma de vida dels romans; aprofita per a expressar la seva opinió sobre el benefici de repartir el poder en diferents parts de la república, i comenta també la situació dels plebeus i els seus drets. En aquesta segona part, narra la primera i segona guerres púniques. Detalla alguns conflictes que coneixia bé perquè els havia narrat el seu amic Publi Corneli Escipió Africà i en què havia participat, com ara la batalla del Ticino, la batalla de Trèbia, el setge d'Arse, la batalla de Lilibèon i la batalla del Roine. En el llibre XII, Polibi expressa els seus dubtes sobre la fiabilitat de l'obra de Timeu de Tauromènion, un historiador que escrigué sobre el mateix període; deia que el punt de vista de Timeu no era vàlid perquè no oferia dades objectives, era un relat esbiaixat a favor de Roma. Polibi conclou aquesta obra expressant la idea que els romans eren la potència preeminent perquè mantenien costums i tradicions que promovien profunds desitjos que els impulsaven a actuar noblement, els educaven per estimar la virtut, la pietat envers els progenitors i els ancians i el temor als déus.
Aquesta història és considerada una de les més valuoses de l'antiguitat, amb una visió centrada en la de l'Imperi romà, però sense limitar-se a exposar els fets, com havien fet altres historiadors antics; Polibi analitza les causes dels fets, sobretot dins l'àmbit d'una anàlisi política.

### Altres obres
A banda d'aquesta obra va escriure també:
- Vida de Filòpemen, un treball que no s'ha conservat fins als nostres dies, però se'n sap que va servir de base a Plutarc per a escriure un dels llibres de la seva obra Vides paral·leles.
- Tàctiques. Un tractat, també perdut, que probablement descrivia tàctiques militars dels exèrcits que més coneixia: el grec i el romà.
- Una història de la Guerra de Numància, que no s'ha conservat.
- De Habitatione sub Aequatore (περὶ τη̂ς περὶ τὸν ̓Ισημερινὸν οἰκήσεως).

## Transcendència

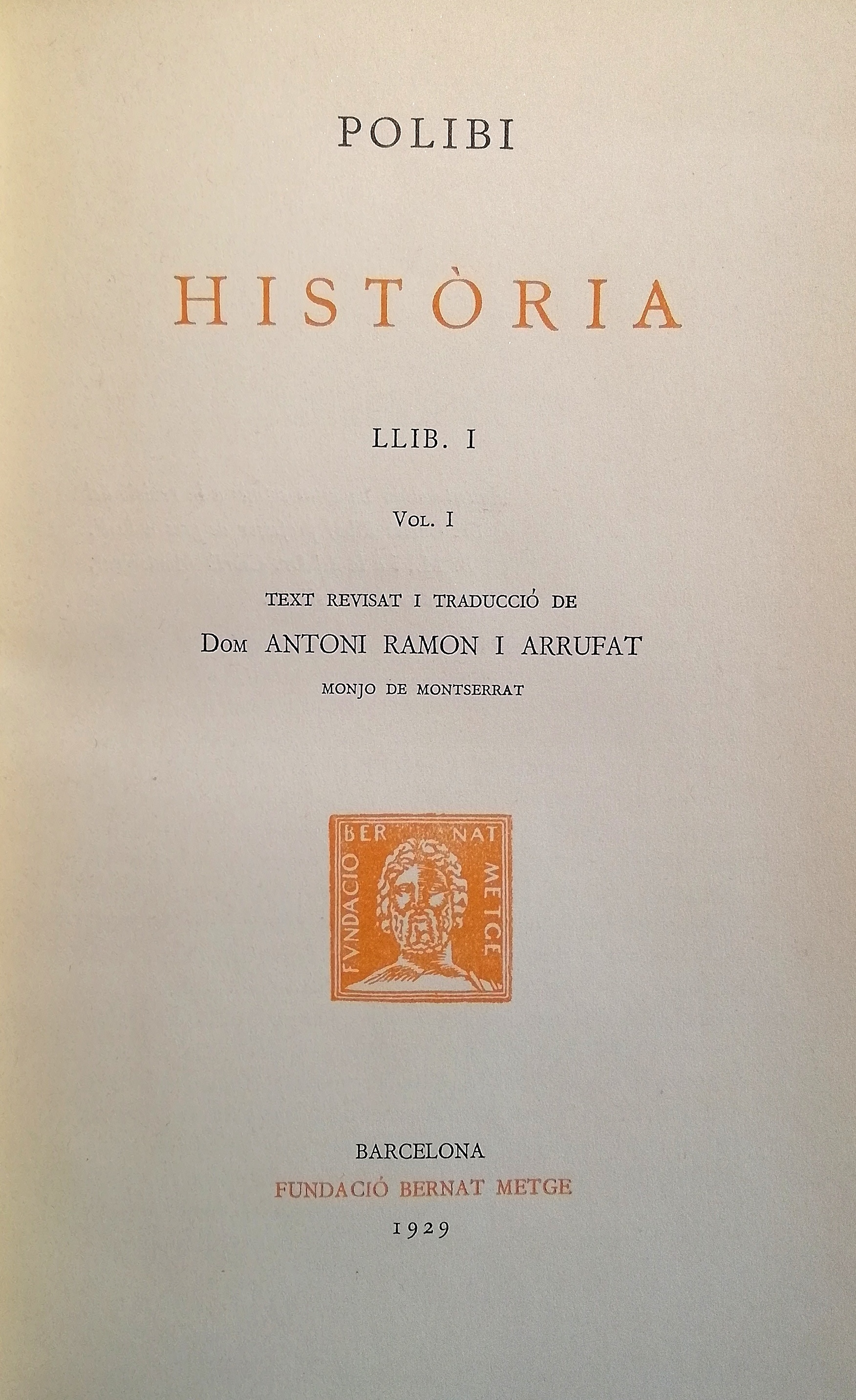
Traducció catalana publicada a Barcelona per la Fundació Bernat Metge l'any 1929

Va aportar la noció d'anaciclosi, o de successió de règims polítics al llarg de la història d'un país: es comença per la monarquia, quan una persona assumeix el lideratge del grup; posteriorment, es corre el risc d'acabar en una tirania pels excessos d'aquest líder; més endavant sorgeix l'aristocràcia, quan el rei s'envolta d'uns amics privilegiats que acaben compartint el govern; els nobles usurpen el lloc del rei i llavors es parla d'oligarquia; una revolta acaba amb aquesta situació reclamant poder per a més persones, i dona lloc a la democràcia; la corrupció d'aquest sistema desemboca en una oclocràcia de caràcter caòtic que fa necessària la presència d'un nou dirigent que recomenci el cicle. Tot i que no fou el primer a tractar aquest tema, la seva exposició resulta convincent i va ser tinguda en compte pels teòrics polítics posteriors.
Livi en va fer referència en la Història, com a font documental per a la seva Ab Urbe condita. Polibi fou un dels primers historiadors que va intentar presentar la història com una seqüència de causes i efectes, basant-se en un acurat examen crític de la informació que arribava per la tradició. Pensava que per a fer una narració de fets històrics calia tenir informació de primera mà i conèixer la geografia que era l'escenari on havien passat els fets. En la seva obra Història, capta una varietat d'elements de la conducta humana relacionats amb la història que altres no havien tractat: el sentiment nacionalista, la xenofòbia, la duplicitat en política, aspectes que influeixen en una guerra (brutalitat, lleialtat, coratge, intel·ligència, capacitat de raonament i enginy).
A banda de la narrativa dels esdeveniments històrics, Polibi hi va incloure tres llibres de crítica. El llibre XXXIV, el dedicà per complet a temes geogràfics i va fer algunes observacions dures sobre errors comesos per Eratòstenes, al qual acusà de transmetre idees preconcebudes populars (laodogmatika). El llibre XII era una disquisició sobre l'escriptura de la història, citant extensos passatges d'historiadors, les obres dels quals no s'han conservat, com Cal·lístenes d'Olint i Teopomp de Quios. Més influent fou el llibre VI, que descriu l'organització militar i política de Roma; es presenta Roma com un estat en el qual els elements monàrquics, aristocràtics i populars estaven en un equilibri estable. Això permeté a Roma poder escapar del cicle de revolucions eternes (anaciclosis).
Polibi era molt exigent amb la tasca d'un historiador; deia que només s'havien de narrar fets demostrables (apodeiktike). Però encara que era un gran defensor de l'objectivitat, no va poder evitar deixar-se emportar pel seu punt de vista en alguna ocasió. Tenia la ferma creença que un líder polític actuava sempre amb dignitat i això el portà a rebutjar la descripció que Teopomp havia fet sobre Filip II de Macedònia, que en la seva vida privada s'emborratxava i es deixava emportar pels plaers sensuals sense mesura. Altres moments en què Polibi es mostra propens a un cert to hagiogràfic és quan escriu sobre els seus amics, com Escipió, i es nota un to venjatiu quan detalla les gestes dels seus enemics, com Cal·lícrates, l'estadista aqueu responsable del seu exili romà.
Una de les observacions polítiques de Polibi que ha transcendit és la que expressa en la seva frase: «El senat depèn del respecte de la multitud i no pot descuidar els sentiments de la gent».
Una altra idea transmesa per Polibi és que els governants havien d'estudiar història per no repetir errors d'altres i posar en pràctica les estratègies que havien demostrat ser reeixides.
D'altra banda, com a ostatge a Roma i client dels Escipions, no es pot dir que Polibi estigués en una posició d'expressar lliurement opinions negatives en relació amb els romans. Peter Green creu que Polibi escrivia la història de Roma adreçada a lectors grecs, amb l'objectiu de convèncer-los de la necessitat d'acceptar Roma en el seu paper dirigent en la política internacional, cosa que semblava inevitable. Això no obstant, Green reconeix la gran vàlua de Polibi com a historiador. Ron Mellor també creu que Polibi no fou del tot imparcial quan es referia als oponents dels Escipions. De manera similar, quan Adrian Goldsworthy fa servir l'obra de Polibi com a font documental per a estudiar les campanyes militars d'Escipió, no deixa de tenir en compte que podria estar influït per la relació d'amistat o clientela entre l'escriptor i el general. H. Ormerod ha notat alguns prejudicis per part de Polibi quan tracta temes en relació amb els etolis, els cartaginesos i els cretencs. Altres autors coincideixen a dir que el tractament de la història de Creta té un biaix negatiu. D'altra banda, Hansen valora l'exposició de Polibi sobre Creta per la seva aportació detallada a la història antiga d'aquella civilització. De fet, les observacions fetes per Polibi, juntament amb alguna informació donada per Estrabó i Escílax,[7] han permès trobar la localització de la desapareguda ciutat de Cidònia a Creta.
A la fi del segle xvi, la seva obra va ser traduïda a diferents idiomes i fou molt valorat com a historiador, i a més el seu pensament va calar fort en teòrics polítics. John Adams, per exemple, el considerava un dels mestres de la teoria constitucional més importants.

## Criptògraf
|   | 1 | 2 | 3 | 4   | 5 |
| - | - | - | - | --- | - |
| 1 | A | B | C | D   | E |
| 2 | F | G | H | I/J | K |
| 3 | L | M | N | O   | P |
| 4 | Q | R | S | T   | U |
| 5 | V | W | X | Y   | Z |

Va perfeccionar un sistema, anomenat quadrat de Polibi, per enviar missatges emprant un codi numèric. Es tractava de situar les lletres de l'alfabet en una graella de cinc caselles i emprar aquest codi per a enviar missatges a distància fent servir torxes, per exemple dues visions del llum de la torxa movent-la en vertical i una vegada en horitzontal correspon a la lletra "B".

## Traduccions catalanes
La Fundació Bernat Metge va publicar l'obra completa de Polibi en dotze volums dins la Col·lecció Fundació Bernat Metge. Els quatre primers volums els va traduir i revisar el monjo de Montserrat Antoni Ramon i Arrufat, mentre que la resta de vuit volums van ser traduïts per l'hel·lenista i catedràtic de grec Manuel Balasch i Recort.